# Heart and Soul (canción de 1938)
«Heart and Soul» es una canción popular, con música de Hoagy Carmichael y letra de Frank Loesser, publicada en 1938. La versión original de 1938 fue interpretada por Larry Clinton y su orquesta, con la voz de Bea Wain.
La melodía (o al menos su sección A, que consta solo de cuatro acordes repetidos I-vi-IV-V) es muy fácil de interpretar al piano y la suelen tocar dos personas a la vez. Por lo repetitivo de los acordes, es una de las primeras canciones que suelen aprender los estudiantes de piano. En esto se puede comparar con «Campanita del lugar». Su progresión de acordes se hizo muy común en los éxitos del doo-wop, y se la suele conocer como la «progresión de los 50».
En 1939, tres de sus versiones entraron en las listas de éxitos: la de Larry Clinton (alcanzando el primer puesto en las listas), la de Eddy Duchin (puesto 12), y la de Al Donahue (puesto 16). La canción repitió éxito llegando al 11 en 1952 interpretada por The Four Aces, al 57 en 1956 interpretada por Larry Maddox, al 18 en 1961 con The Cleftones, y al 25 también en 1961 con Jan and Dean. Se han grabado muchas otras versiones de esta canción, entre las que se debe mencionar la de Ella Fitzgerald en 1960.
Existe una versión de la canción con una letra infantil, titulada «I like the Flowers, I like the Mountains».